# Berthe Centner

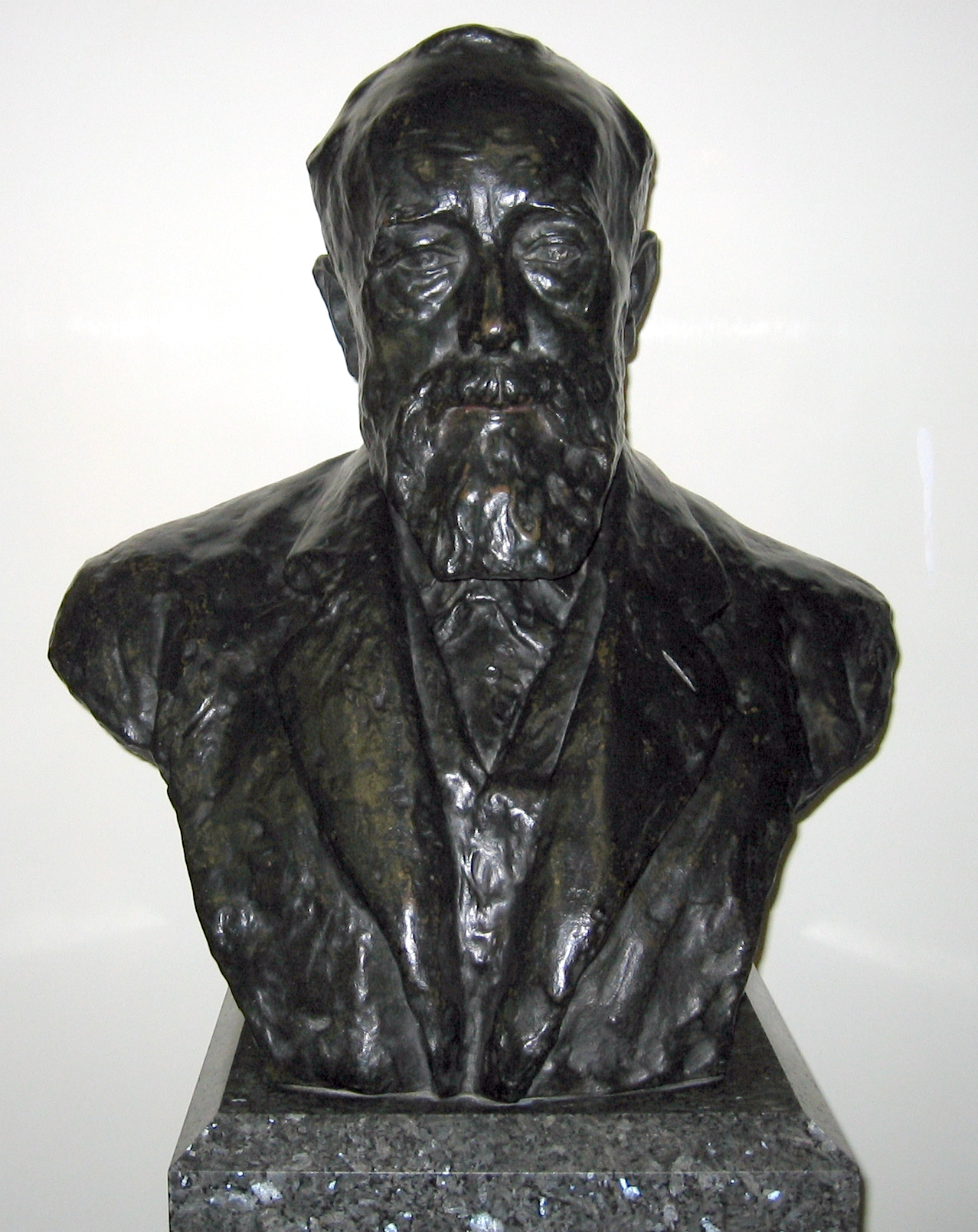
Buste van vader Robert Centner

Jane Elisa Bertha (Berthe) Centner (Dison, 8 november 1866 – Brugge, 2 mei 1950) was een Belgisch beeldhouwer.

## Leven en werk
Berthe Centner was een dochter van industrieel Charles Louis Robert Centner (1833-1911) en Anne Marie Korr (1836-1910). Ze groeide op in een niet onbemiddeld gezin. Haar vader nam onder meer het initiatief voor het oprichten van de lokale Kamer van Koophandel, een gymnastiekvereniging, liefdadigheidsinstellingen voor volksspelen en het welzijn van kinderen en een beroepsschool voor meisjes. De Rue Robert Centner in Verviers is naar hem vernoemd.
Het is niet zeker van wie Berthe Centner haar artistieke opleiding kreeg. Ze beeldhouwde bustes, composities en figuren en was lid van de Cercle des Beaux-Arts in Luik. Centner exposeerde haar werk onder meer tijdens de wereldtentoonstelling van 1910 in Brussel, de wereldtentoonstelling van 1913 in Gent en nam naast Hélène Cornette, Alice Hölterhoff-de Harven en Juliette Samuel-Blum deel aan De Hedendaagsche Vrouw (1914) in Antwerpen, verder nam ze deel aan salons in Bergen en Brussel. Op de driejaarlijkse tentoonstelling van de Koninklijke Maatschappij tot aanmoediging der Schoone Kunsten in Antwerpen (1911) toonde ze haar buste Résignation. In 1912 werd in Luik een tentoonstelling gehouden over prentkunstenaar Gilles Demarteau (1722-1776). De gipsen buste die Centner van hem maakte werd door de stad Luik aangekocht en is opgenomen in de collectie van het Museum voor Schone Kunsten. Er werd al in hetzelfde jaar gesproken over het plaatsen van een exemplaar in de openbare ruimte, maar pas in 1923 werd een bronzen afgietsel in het Parc de la Boverie geplaatst. Een buste die ze van haar vader maakte, werd in 1912 geplaatst op de binnenplaats van de door hem opgerichte École Professionnelle de Filles.

## Enkele werken
- 1911 buste Résignation
- 1912 bronzen buste van Robert Centner, geplaatst op de binnenplaats van de École Professionnelle de Filles (later Institut provincial d'enseignement secondaire de Verviers) in Verviers
- 1912/1923 buste van Gilles Demarteau, Luik
- bronzen buste van een oude vrouw[11]